# Стратон
Стратон от Лампсак (Στράτων ὁ Λαμψακηνός) е древногръцки философ, третият схоларх, ръководил Ликея, основан от Аристотел. Собствената му философия изтъквала природо-научни възгледи, поради което бил наречен Естественика (Φυσικός). От многобройните му съчинения са запазени само няколко цитата, въпреки че името му се споменава. Често са били изтъквани сходства с атомистическото учение на Демокрит, това осезаемо го отличава от перипатетическата школа, към която обикновено е причисляван.
Стратон е роден ок. 335 пр.н.е. в Лампсак, син на Aркесилай (или Аркесий). В Атина като млад слуша преподаваното от Аристотел. По-късно Египет Статон обучава и възпитава Птолемей II Филаделф и тогава негов ученик става Аристарх от Самос. Връща се в Атина при смъртта на Теофраст (ок. 287), наследник на аристотеловата школа, и става неин ръководител до смъртта си ок. 269. Неговото завещение е предадено от Диоген Лаерций.
Собствените си възгледи Стратон е изложил в редица съчинения, за които се твърди, че са над 50 и общо с повече от 300 000 реда текст, без тези сведния да са надеждни.
Философстването мусе развива от аристотелиански схващания в посока на Демокрит  Вселената според него се обяснява чрез двата принципа на движение и тежест, механично, което контрастира с телеологията на "естествените места". Мисленото той счита за вариант на възприятиемането, което също го отличава от школската теория. Стратон критикува и разбирането за времето като "число на движение"за което свидетелстват коментарии на Симплиций. Запазени са и свидетелства за възражения срещу платоновите възгледи за душата от неговия Федон. Още в античността Стратон е бил критикуван за елиминирането на божественост от света. Сенека лаконично отбелязва: "от Платон и перипатетика Стратон, единият е направил бог без тяло, другият - без ум".  Неговата склонност да обяснява света най-вече материалистически привлича отново вниманието едва през ранната европейска модерност и мислтели като Пиер Бейл използват Стратон вместо да упоменават Спиноза.